# Low Budget Siedlung Regensburg
Die Low Budget Siedlung Regensburg im Norden von Regensburg wurde 1998 nach Plänen der Münchner Architekten Fink + Jocher errichtet.

## Lage
Die Wohnsiedlung befindet sich an einem Waldgrundstück zum Städtischen Friedhof in der Arnulf-Ender-Straße in Regensburg.

## Architektur und Beschreibung
Der Bauherr und zugleich der Bauingenieur war Michael Dorrer aus Neunburg vorm Wald. Die Baukosten beliefen sich auf 18 Mio. DM. Es handelt sich bei den Wohnzeilen um Niedrigenergiehäuser. Städtebaulich ist die Siedlung mit doppelt, nach Süden ausgerichteten Häuserzeilen mit 58 Wohnungen angelegt. Der Freiraum ist sozialräumlich auf der begrenzten Fläche ausgewogen. Der Gartenarchitekt Richard Wiedmüller zeichnete verantwortlich für die hochwertigen Außenanlagen. Vorbildlich wurden die Parkmöglichkeiten flächensparend unter den privaten Gärten untergebracht und die Flachdächer begrünt ausgeführt. Peter Bonfig dokumentierte die Siedlung fotografisch.

## Preise
- 2000: Deutscher Bauherrenpreis
- 2000: Gestaltungspreis der Wüstenrot Stiftung[2] unter Jurypräsident Werner Durth